# Komutator (elektromotor)
Komutator (prema lat. commutare: izmijeniti, promijeniti) ili kolektor je dio električnog generatora ili električnog motora koji služi za pretvorbu izmjeničnih struja i napona, induciranih u njihovim rotorskim vodičima, u istosmjerne struje i napone u vanjskim dovodima, i obratno, istosmjernih struja i napona u izmjenične. Pritom se komutator vrti i po njemu kližu četkice od elektrografita spojene na vanjske dovode struje. Za razliku od elektroničkog ispravljača sastavljenog od poluvodičkih dijelova (dioda i tiristora), komutator je mehanički ispravljač električne struje i napona.

## Motor za istosmjernu struju
Motor za istosmjernu struju ili istosmjerni motor pretvara istosmjernu električnu struju u rotacijsko gibanje (vrtnju). Stroj je tako konstruiran da može raditi kao električni generator istosmjerne struje ako se mehanički pokreće vanjskom silom. Svojstven je dio rotora motora za istosmjernu struju kolektor ili komutator, pa je prema tome u Hrvatskoj uvriježen naziv kolektorski motor. Putem kolektora i četkica ostvaruje se električni dodir (kontakt) s rotorskim namotom i pretvara izmjeničnu struju u istosmjernu. Motor se izvodi s neovisnom, serijskom, složenom (kompaundiranom) uzbudom ili s trajnim magnetima. Zbog mogućnosti kontinuirane promjene brzine okretanja istosmjerni se motor rabi u industriji te za pogon tračnih i nekih posebnih vozila (tramvaja, lokomotiva, električni brod i drugog). Brzina se mijenja na razne načine, a u suvremenim se pogonima upravlja računalom. Zbog mogućnosti napajanja iz akumulatorskih baterija, istosmjerni se motor rabi i kao pokretač motora s unutarnjim izgaranjem (na primjer u automobilima i dizelskim agregatima). Ipak, zbog izradbe komutatora i njegova održavanja te trošenja (habanja) četkica i popratnog iskrenja, istosmjerni se motor, s obzirom na nabavnu cijenu i pogonsku pouzdanost, manje koristi nego kavezni asinkroni motor.

### Četkica
Četkica je elektroda koja čini spoj između pokretnih i nepokretnih dijelova u električnim strojevima, prvotno snop bakrenih ili mjedenih žica, potom tijelo pravokutna ili kružna presjeka od prirodnog ili sintetskoga grafita, a rijetko od metala. Četkica je oprugom pritisnuta da klizi po rotirajućoj elektrodi (kolektor ili komutator), zbog čega se haba (troši), pa ju je nakon nekog vremena potrebno zamijeniti. Na mjestu dodira četkice i pokretne elektrode, osobito pri slabijem prianjanju, preskaču električne iskre. One oštećuju elektrode i izvor su visokofrekventnih struja, a to znači i električnih smetnji na okolnim komunikacijskim i sličnim uređajima. Zato se u strujni krug četkica stavljaju kondenzatori koji gotovo kratko spajaju visokofrekventne struje i tako ih uklanjaju.